# Головченко Іван Харитонович
Іва́н Харито́нович Голо́вченко (14 жовтня 1918, село Лиман Другий Харківської губернії, тепер Дворічанського району Харківської області — 8 листопада 1992, Київ) —  міністр охорони громадського порядку УРСР, міністр внутрішніх справ УРСР, генерал-полковник внутрішньої служби (1977), український  письменник. Депутат Верховної Ради УРСР 6–10-го скликань. Член Ревізійної комісії КПУ (1954–1956). Член ЦК КПУ (1966–1986).

## Біографія
Народився в багатодітній селянській родині на маленькому (тепер неіснуючому) хуторі Василенківщина біля села Лиман Другий. Батько, Харитон Дмитрович, був активістом колгоспного руху, працював головою Дворічанської райспоживспілки на Харківщині, обирався головою колгоспу «Червона Україна» села Васильцівки Харківської області, загинув у Другій світовій війні біля Сталінграда. Мати, Марія Тимофіївна, була селянкою із села Павлівки.
У дитячі роки Іван Головченко важко хворів на ревматизм суглобів ноги. З десятирічного віку навчався в школі села Другий Лиман. Трудову діяльність розпочав пастухом колгоспу села Нежданівки на Харківщині. Закінчив семирічну школу в селі Рідкодуб Харківської області, куди переїхала родина з Нежданівки. У 1933 році вступив до вагонної групи залізничної школи фабрично-заводського навчання (ФЗН) на станції Куп'янськ Харківської області. Член комсомолу з лютого 1935 року.
У вересні 1935 року закінчив залізничну школу фабрично-заводського навчання на станції Куп'янськ, здобув кваліфікацію слюсаря 4-го розряду.
У вересні 1935–1939 роках — слюсар та в.о. бригадира автоконтрольного пункту, приймальник, секретар комсомольської організації вагонної дільниці станції Куп'янськ-Сортувальна Харківської області. Навчався у вечірній загальноосвітній школі, був агітатором вагонної дільниці.
Член ВКП(б) з 1939 року.
У 1939 році закінчив шестимісячні курси комсомольських робітників при політичному відділі Північно-Донецької залізниці в місті Артемівську.
З 1939 року працював інструктором із комсомолу та інструктором із організаційно-партійної роботи в Артемівському політвідділі залізниці, Краснолиманському, Дебальцівському, Куп'янському, Попаснянському вагонних і паровозних депо, дистанціях шляхів і зв'язку.
У період німецько-радянської війни з 1941 року працював помічником начальника політвідділу по комсомолу Ворошиловградського відділення залізничного вузла Північно-Донецької залізниці. У липні 1942 року евакуював Міллеровську залізничну дільницю на Північний Кавказ і до Середньої Азії.
У вересні 1942–1943 роках — помічник начальника політвідділу по комсомолу Абдулінського відділку залізниці імені Куйбишева РРФСР.
У лютому 1943 року повернувся на посаду помічника начальника політвідділу по комсомолу Ворошиловградського відділення залізничного вузла Північно-Донецької залізниці, брав участь у відбудові Ворошиловградського відділення. 
У квітні 1943–1945 роках — секретар із кадрів Ворошиловградського обласного комітету ЛКСМУ.
У 1945–1948 роках — слухач Вищої партійної школи при ЦК ВКП(б).
У 1948–1951 роках — секретар із кадрів Кадіївського міського комітету КП(б)У Ворошиловградської області.
У 1951 році — 1-й секретар Краснолуцького міського комітету КП(б)У Ворошиловградської області.
У 1951–1953 роках — завідувач відділу адміністративних органів Ворошиловградського обласного комітету КП(б)У. З травня (затв.) по листопад 1953 року — завідувач відділу адміністративних і торгово-фінансових органів Ворошиловградського обласного комітету КПУ.
20 листопада 1953 — 14 вересня 1954 року — 1-й секретар Ворошиловградського міського комітету Компартії України.
У липні 1954 – вересні 1955 року — начальник Управління Комітету державної безпеки при РМ УРСР по Ворошиловградській області.
У вересні 1955 — квітні 1962 року — заступник голови Комітету державної безпеки при РМ Української РСР.
9 квітня 1962 — 16 червня 1982 року — Міністр охорони громадського порядку Української РСР, Міністр внутрішніх справ Української РСР.
Член Спілки письменників України (з 1967).
Потім — на пенсії в Києві.

## Родина
Дружина Ганна Іванівна Панкратова — учасниця Другої світової війни (начальниця відділу кадрів залізничної станції Родаково Північно-Донецької залізниці на 1942 рік), померла в 2001 році, син Юрій, внучка Наталія, правнук Іван.

## Автор детективів
- Головченко І. Х., Мусієнко О. Г. Золоті ворота; Чорне сонце: Романи: Тетралогія. Кн. 1. — К.: Дніпро, 1981. — 557 с.
- Головченко І. Х., Мусієнко О. Г. Білий морок; Голубий берег: Романи: Тетралогія: Кн. 2. — К.: Дніпро, 1986. — 739 с.
- Головченко И. Х. Черная тропа (Третья встреча; Под чужим именем; Первая ошибка; Тайна спичечной коробки; Полет в никуда; Запутанное дело; Возвращение; Месть врага; ЧП) (1971)
- Головченко И. Х. Черная тропа: Повести и рассказы (1972)
- Петровка, 38: Сборник (Семенов Ю. Петровка, 38; Головченко И. Три встречи; Беляев А., Сыромятников Б,.Угринович В. Провал акции Цеппелин)(1971)
- Головченко И. Х. Неоконченное дело: Милицейские были. К.: Рад.письменник, 1984. 223 с.
- Головченко И. Х. Каменистыми тропами: (Записи о прожитом и пережитом). К.: Дніпро, 1985. 216 с.

## Екранізації творів
- «Страх» — радянський художній фільм 1980 року, знятий режисером Ростиславом Синьком на студії «Укртелефільм».

## Нагороди
- орден Леніна
- два ордени Трудового Червоного Прапора
- орден «Знак Пошани»
- медаль «За трудову відзнаку» (5.09.1942)
- медалі